# Poppon d'Aquilée
Poppon (parfois erronément appelé Wolfgang de Treffen), né vers 1004 et mort le 28 septembre 1042, fut patriarche d'Aquilée de 1019 jusqu'à sa mort. Protégé des empereurs Henri II et Conrad II, il assura le rétablissement religieux, militaire et commercial du patriarcat d’Aquilée, qui commença ainsi à s’affranchir de la marche de Vérone sous la domination des ducs de Carinthie. 
Poppon ne parvint pourtant pas à supplanter le diocèse des patriarches de Grado, qui avait fait scission depuis 731, et dont l'indépendance fut confirmée en 1027 puis de nouveau en 1044. Il entreprit également la reconstruction de la basilique patriarcale d'Aquilée consacrée en 1031.

## Biographie
D'après certaines sources, Poppon naquit dans la famille noble des « Otakars », comtes dans le Chiemgau en Bavière et futur margraves de Styrie. Peut-être il était un fils cadet d'Oci (mort avant 1028), comte à Treffen en Carinthie et fondateur de l'abbaye d'Ossiach.
Assez jeune, il est fait patriarche d'Aquilée avant la fin de l'année 1019 sur demande de l'empereur Henri II, qu'il accompagnera en 1022 dans son expédition contre les alliès de l'empererur byzantin Basile II en Italie méridionale (en particulier au siège infructueux de Troia, la nouvelle forteresse du catépan byzantin d'Italie, Basile Bojannès (en),).
Petit-fils supposé du comte de Pordenone, il est, plus vraisemblablement, un bâtard du fils de l’empereur Conrad II, qui fit donation au patriarche d'un vaste territoire, allant de l’Isonzo à la vallée de la Livenza. Cet acte de donation marque d’ailleurs l’émergence de l'État d'Aquilée. L’empereur lui accorda même le droit de prélever un impôt et de battre monnaie (en l'occurrence le denier d'argent), de même valeur que la livre de Vérone.
Poppon se consacra ainsi à la reconstruction d’Aquilée et de Cividale : il fit bâtir de grands édifices pour donner du lustre à son évêché, se préoccupa de la défense des cols et de la réouverture des routes commerciales.
Il contribua à consolider le système féodal dans le Frioul, y multiplia fiefs et châteaux. Il favorisa la vie spirituelle par la reconstruction d’églises et de monastères : on lui doit par exemple la reconstruction de la Basilique d'Aquilée (1031) et l’érection de son imposant campanile. En 1027, Jean XIX octroie à Poppon l'usage du rational, en sus du pallium.
À la tête de son armée, il agrandit le territoire d’Aquilée et chercha à rétablir le prestige de son propre évêché aux dépens du patriarche de Grado, d'Orso, dont l'évêché était indépendant depuis 1027. Avec force argent, Poppon, dont les troupes avaient ravagé l'île de Grado (1024), obtint du pape Jean XIX la soumission de Grado au diocèse d'Aquilée ; ce ne fut toutefois qu'une reconnaissance éphémère : lors du concile romain, à la fin de l'année 1044, le pape Benoît IX, sur une plainte du doge Contanéro et du patriarche d'Orso, révoqua le décret qui avait déclaré l'église de Grado suffragante d'Aquilée.
Pour le compte de Conrad II, il assura la garde d’Aribert d'Intimiano, archevêque de Milan, qui s’était rebellé contre l'autorité impériale,.